# اعتداء سري
الاعتداء السري هو الاعتداء الجنسي أو النفسي أو الاعتداء البدني «الذي يتم الاحتفاظ به سرًا أو إخفائه لغرض ما.»
عادة ما يبقي الأطفال على التحرش الجنسي بهم سرًا:
وبالمثل، فإنه على مدى أكثر من قرن من الزمان، كان يشيع الاعتقاد بأن تشريح الأحياء لأغراض علمية يحدث بوصفه «اعتداءً سريًا.»

## الوقاية
على الرغم من أنه من غير الممكن دائمًا وقف جميع حالات الاعتداء السري، فقد يكون من الممكن منع العديد من الحوادث من خلال فرض سياسات في منظمات الشباب.
ويؤكد نموذج العزلة الاجتماعية على:
وتنص سياسة الكشافة الأمريكية (BSA) على:
ومن السياسات الأخرى للكشافة الأمريكية:

## جرائم المخدرات
قد يتعرض الشخص، وخاصة إذا كان طفلاً، للاعتداء السري لأنه كان شاهدًا على جريمة سرية أخرى مثل العمل في مختبر لصناعة مادة الميثامفيتامين المخدرة. وقد توصل مكتب التحقيقات الفيدرالية إلى أن «وجود فريق منسق متعدد التخصصات أمر بالغ الأهمية لضمان تلبية احتياجات ضحايا مادة الميثامفيتامين من صغار السن، فضلاً عن توفير المعلومات الكافية لمقاضاة المسؤولين عن حالات تعريض الأطفال للخطر بشكل نجاح.»

## وصلات خارجية
- Guidelines for Department of Justice personnel on how to treat crime victims and witnesses
- NY State Coalition Against DV
- NY Crime Victim's Board
- Albany County Crime Victim and Sexual Violence Center